# Tauber Chaim
Tauber Chajim. Leipnikon született, onnan került a magyarországi Abonyba. 1835-ben adta ki Pozsonyban Tócósz Chájim című munkáját, amely kommentárt tartalmaz a zsidó kódexekhez.